# Hypoestes kjellbergii
Hypoestes kjellbergii är en akantusväxtart som beskrevs av Cornelis Eliza Bertus Bremekamp. Hypoestes kjellbergii ingår i släktet Hypoestes och familjen akantusväxter. Inga underarter finns listade i Catalogue of Life.